# Emirado Sájida
O Emirado Sájida (em persa: ساجیان; romaniz.: Saji) foi um Estado virtualmente independente centrado no Azerbaijão. Foi governado pela dinastia sájida, uma dinastia islâmica que governou o país de 889, quando Maomé ibne Abi Alçaje (r. 889–901) foi nomeado pelo regente Almuafaque (r. 870–891) como governador, até 929, quando Abu Almuçafir Alfaite (r. 929) foi envenenado.

## História

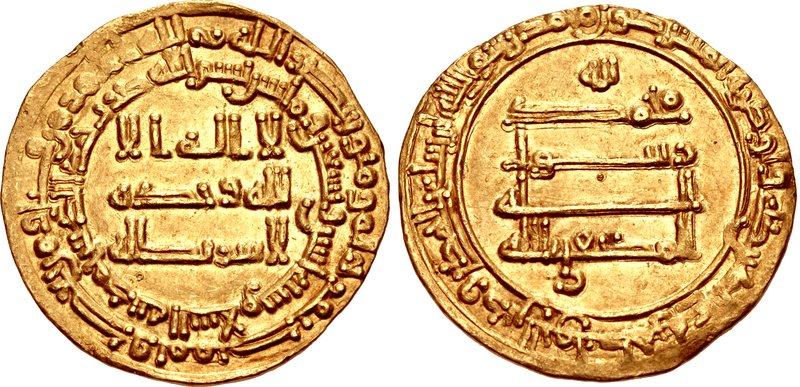
Dinar de ouro do califa abássida Almoctafi r.

A dinastia sájida foi fundada por Maomé ibne Abi Alçaje, um general de carreira no Califado Abássida que era filho de Abu Alçaje Deudade, um mercenário originário de Osruxana, na Ásia Central, de provável origem soguediana. Após envolver-se em inúmeros conflitos na Síria em nome do califado, Maomé foi nomeado pelo regente Almuafaque (r. 870–891) como governador (emir) do Azerbaijão. Ao chegar no país, teve de enfrentar com sucesso uma revolta liderada por Abedalá ibne Haçane ibne Alhandani, que havia tomado Maraga. Com esta vitória, Maraga tornar-se-ia capital do emirado, muito embora Maomé costumeiramente governasse o país de Barda.
Com o fim da ameaça rebelde, Maomé concentrou-se na vizinha Armênia do recém-elevado rei, o bagrátida Simbácio I (r. 890–914). Embora nominalmente enviando uma coroa e presentes em nome do califa, o emir tentou tomar vantagem do novo rei ao persuadi-lo a tornar-se seu vassalo. Ao saber que Simbácio I havia enviado emissários para o imperador bizantino Leão VI, o Sábio (r. 886–912) em 892, Maomé pretendeu invadir o país, mas foi convencido diplomaticamente do contrário. Com uma invasão bagrátida da Geórgia e Albânia, contudo, as tropas do emir capturaram territórios armênios e obrigaram o rei a solicitar a paz, que foi mantida até ao menos 898, quando Maomé novamente invadiu a Armênia e capturou a esposa e parte do tesouro de Simbácio.
Em 899, Maomé atacou simultaneamente a Armênia de Simbácio I e o príncipe de Vaspuracânia Asócio Sérgio (r. 887–903) e Asócio entregou seu irmão como refém. Em 900, uma nova onda de ataques foi realizada e em 901, enquanto se preparava para outra campanha, faleceu de epidemia e foi sucedido por seu filho Deudade. Deudade, contudo, governou por apenas cinco meses e foi derrubado por seu tio Iúçufe, que refortificou Maraga e transferiu a capital para Ardabil. Em 902, Simbácio estabeleceu relações com o califa Almoctafi (r. 902–908) com intuito de tornar-se um vassalo direto do califado, o que feria os interesses sájidas. Iúçufe invadiu a Armênia e em 903 a paz foi restabelecida, com a Armênia tornando-se vassala do Emirado Sájida.
Em 908, Iúçufe confrontou-se com o califa e este enviou um exército contra o Azerbaijão. Almoctafi viria a falecer antes de concluir sua guerra, e seu sucessor Almoctadir (r. 908–932) optou pela paz, especialmente por intermédio do vizir Ali ibne Alfurate. Como resultado disso, Iúçufe foi reconfirmado como governador do Azerbaijão e Armênia e aproveitou-se da paz selada para organizar nova invasão contra Simbácio I, que fora instigado a apoiar o Califado Abássida no conflito. Iúçufe aliou-se com o príncipe de Vaspuracânia Cacício I (r. 904–937/943), que estava em conflito com os bagrátidas pelo controle de Naquichevão. Ambos devastaram os territórios armênios e conseguiram tomar Naquichevão e Siunique. Em 910, um exército armênio liderado pelos filhos do rei Asócio II (r. 914–929) e Musel foi derrotado, e o último foi capturado e envenenado.

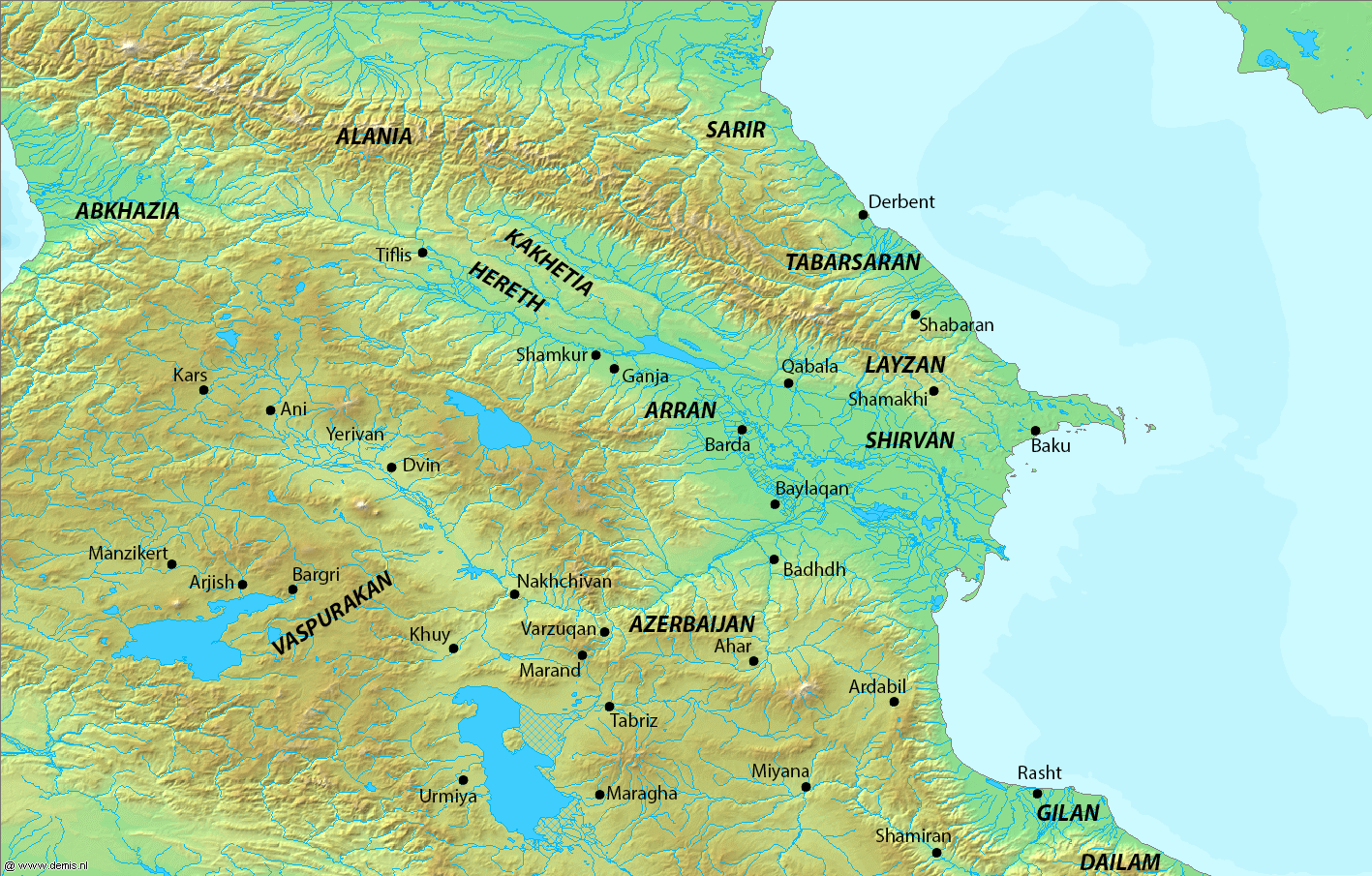
Mapa do Azerbaijão e Cáucaso

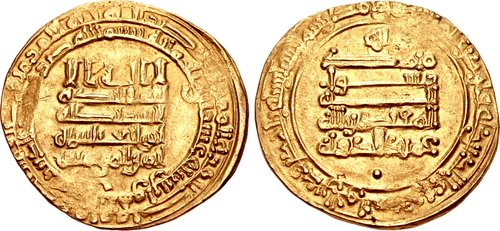
Dinar de ouro de Almoctadir r.

A guerra prosseguiu e por 913 Simbácio I foi capturado e então torturado e morto em 914. Em 914, uma grande invasão parcialmente bem-sucedida foi realizada à Geórgia como forma de tentar restabelecer o controle muçulmano no país. Asócio II prosseguiu a guerra na Armênia e, a medida que a situação ficou cada vez mais instável para o lado muçulmanos com Cacício I recusando-se a continuar guerreando, Iúçufe decidiu-se pela paz em 917. No mesmo ano, Iúçufe atacou os domínios samânidas no Irã e conquistou várias cidades, o que enfureceu o califa Almoctadir. Mesmo com o vizir ibne Alfurate tentando apaziguar a situação, o califa ordenou que um exército invadisse o Azerbaijão, e o emir foi derrotado por ele. Em 918, um novo exército foi enviado, mas Iúçufe foi capaz de derrotá-lo, muito embora esta vitória não seria decisiva, pois numa terceira invasão ocorrida no ano seguinte seria derrotado e capturado.
Pelos três anos que permaneceu na capital califal de Bagdá, Iúçufe foi representado em sua província por seu gulam Subuque, que conseguiria estabelecer-se como governador com sua vitória sobre um quarto exército califal enviado contra o Azerbaijão. Em 922, Iúçufe foi libertado por Almoctadir e novamente investido como governador do Azerbaijão. Pelos três anos subsequentes, envolveria-se em conflitos relativos à posse de Ragas e em 926 receberia a missão de liderar a campanha contra os carmatas do Barém. Em 927, apesar de sua grande vantagem numérica, foi derrotado pelos carmatas próximo de Cufa, sendo capturado e então morto em 928. No Azerbaijão, foi sucedido por seu sobrinho Abu Almuçafir Alfaite, que permaneceu por apenas um ano e meio no poder, antes de ser envenenado na capital. o Emirado Sájida chegou ao fim com a nomeação de Uacife de Xirvão como governador da província.

## Emires sájida
- Maomé ibne Abi Alçaje (r. 889–901)
- Deudade ibne Maomé (r. 901)
- Iúçufe ibne Abi Alçaje (r. 901–919) (1ª vez)
  - Subuque (r. 919–921) (representante)
- Iúçufe ibne Abi Alçaje (r. 922–928) (2ª vez)
- Abu Almuçafir Alfaite (r. 928–929)